# Emil Mazúr
Emil Mazúr (Nagydivény, 1925. február 9. – Pozsony, 1990. március 27.) szlovák geográfus, geomorfológus professzor.

## Élete
Szlovák geográfus akadémikus a Geográfiai Intézet munkatársa, majd igazgatója és egyetemi oktató volt a Comenius Egyetemen.
A Szlovák Nemzeti Geográfiai Bizottság elnöke volt.

## Művei
- 1963 Žilinská kotlina a priľahlé pohoria
- 1974 Národnostné zloženie. In: Slovensko - Ľud 3/1. Bratislava, 440-462
- 1981 Funkčná delimitácia reliéfu pre hospodárske využitie na príklade SSR
- 1985 Krajinná syntéza oblasti Tatranskej Lomnice